# 로리 로클린
로리 로클린(Lori Loughlin, 1964년 7월 28일 ~ )은 미국의 배우이다.

## 출연 작품

### 영화
- 아미티빌 3 (1983)
- 더 뉴 키즈 (1985)
- 시크릿 어드마이어 (1985, Secret Admirer)
- North Beach and Rawhide (1985)
- 레드 (1986, Rad)
- 써클 (1986, Brotherhood of Justice)
- 유혹의 다운타운 (1988, The Night Before)
- 메이플가의 시련 (1992, Doing Time on Maple Drive)
- 할머니네로 우리는 간다 (1992, To Grandmother's House We Go)
- Empty Cradle (1993)
- One of Her Own (1994)
- 메두사 프로젝트 (1997, Medusa's Child)
- 꼬마 유령 캐스퍼 2 - 새로운 모험 (1997)
- FBI 기동 타격대 10 - 겟 어웨이 (1997, In the Line of Duty: Blaze of Glory)
- 크리티컬 매스 (2000, Critical Mass)
- 펭귄들의 익살극 (2007)
- 문댄스 알렉산더 (2007, Moondance Alexander)
- 올드 독스 (2009)
- 크롤스페이스 (2013)

### 텔레비전
- 맨하탄의 사나이 (1986-87)
- 풀 하우스 (1988-95)
- 사인펠드 (1995-97)
- 이야기 도시 (2001)
- The Drew Carey Show (2002)
- 버즈 오브 프레이 (2002)
- 이스트윅 (2002, Eastwick) - 파일럿 에피소드, 편성 불발
- 썸머랜드 (2004-05)
- 미싱 (2005)
- 고스트 위스퍼러 (2006)
- 90210 (2008-12)
- 사이크 (2013)
- 메이저 크라임 (2014)
- 우리동네 외계인 (2014)
- 호프 밸리 (2014-19)
- 풀러 하우스 (2016-18)
- 19곰 테드 (2024)